# Malbolge
Malbolge is een esoterische programmeertaal, in 1998 ontworpen door Ben Olmstead. De taal is vernoemd naar de malebolge, de achtste kring van de hel uit Dantes Inferno.
Malbolge is opzettelijk ontworpen op een manier die de taal onbegrijpelijk, en het gebruik ervan moeilijk maakt. Olmstead vermoedde (zonder een bewijs te leveren) dat de taal Turingvolledig zou zijn, maar hoewel aangetoond is dat de taal praktisch Turingcompleet is, zouden aanpassingen nodig zijn om dat ook formeel zo te krijgen.

## Hello world in Malbolge
```
 ('&%:9]!~}|z2Vxwv-,POqponl$Hjig%eB@@>}=<M:9wv6WsU2T|nm-,jcL(I&%$#"
 `CB]V?Tx<uVtT`Rpo3NlF.Jh++FdbCBA@?]!~|4XzyTT43Qsqq(Lnmkj"Fhg${z@>
```